# Dr. Wily
Dr. Albert W. Wily is een personage en belangrijkste antagonist in de Mega Man-serie van computerspellen. Het personage verscheen voor het eerst in het gelijknamige spel Mega Man uit 1987.

## Personage
Dr. Wily is een gestoorde professor en is Mega Mans aartsvijand. Wily was een oude vriend van Dr. Light, een uitzonderlijk wetenschapper en ontwerper op het gebied van geavanceerde robots. Zijn prestaties overschaduwden die van Dr. Wily, die daarop jaloers werd. Wily herprogrammeerde de robots om ze als wapen te gebruiken en zo de wereld over te nemen. Mega Man moet zijn plannen zien te dwarsbomen.
Dr. Wily is gebaseerd op Albert Einstein en was oorspronkelijk bedacht als een lang en tenger figuur met een snor, bril en wijkende haargrens. Gedurende de ontwikkeling van het eerste spel paste ontwerper Keiji Inafune zijn uiterlijk aan. Hij werd korter en zijn bril verdween. Tijdens de productie van Mega Man 2 werd het personage wederom aangepast naar een meer stereotiepe beeld van een gestoorde professor.
Wily wordt genoemd als een populair personage in computerspellen. Het tijdschrift Nintendo Power en GamePro noemden hem als een van de beste schurken in computerspellen in 1991. Computerworld prees Wily om zijn doorzettingsvermogen, ondanks zijn falen aan het eind van elk spel.